# Lucerapex indagatoris
Lucerapex indagatoris é uma espécie de gastrópode do gênero Lucerapex, pertencente a família Turridae.